# Demokratiska Kristligt-Sociala Partiet
Demokratiska Kristligt-Sociala Partiet, le Parti Démocrate et Social Chrétien (PDSC) är ett politiskt parti i Demokratiska republiken Kongo, bildat 1990 av Joseph Ileo och André Bo-Boliko Lokonga.
Partiet är representerat med två platser i landets nationalförsamling (sedan 2006) och en plats i senaten (sedan 2007). 
Partiet är medlem av Kristdemokratiska Internationalen.